# Camponotus vividus
Camponotus vividus är en myrart som först beskrevs av Smith 1858.  Camponotus vividus ingår i släktet hästmyror, och familjen myror.

## Underarter
Arten delas in i följande underarter:
- C. v. cato
- C. v. meinerti
- C. v. reginae
- C. v. semidepilis
- C. v. vividus